# Pidvîsoke, Orativ
Pidvîsoke (în ucraineană Підвисоке) este localitatea de reședință a comunei Pidvîsoke din raionul Orativ, regiunea Vinnița, Ucraina.

## Demografie
Componența lingvistică a localității Pidvîsoke
     Ucraineană (98,05%)
     Rusă (1,95%)
Conform recensământului din 2001, majoritatea populației localității Pidvîsoke era vorbitoare de ucraineană (98,05%), existând în minoritate și vorbitori de rusă (1,95%).